# Beinn a' Bha'ach Ard
Beinn a' Bha'ach Ard är ett berg i Storbritannien.   Det ligger i kommunen Highland och riksdelen Skottland, i den norra delen av landet, 700 km norr om huvudstaden London. Toppen på Beinn a' Bha'ach Ard är 862 meter över havet, eller 240 meter över den omgivande terrängen. Bredden vid basen är 3,8 km.
Terrängen runt Beinn a' Bha'ach Ard är huvudsakligen kuperad.Runt Beinn a' Bha'ach Ard är det mycket glesbefolkat, med 4 invånare per kvadratkilometer. Närmaste större samhälle är Muir of Ord, 18,1 km öster om Beinn a' Bha'ach Ard. I omgivningarna runt Beinn a' Bha'ach Ard växer i huvudsak blandskog.